# Kpaniglo
Le kpaniglo est une guitare à trois cordes traditionnelle baoulé.

## Histoire
Les Baoulés jouent, dans les temps anciens, de la corde de leur arc pour faire de la musique. L'instrument est utilisé pour les cérémonies et festivités. Il évolue jusqu'à donner naissance au kpaniglo, une guitare à trois cordes.

## Évolution Historique
- Instruments Anciens :  Dans les temps anciens, les Baoulés produisaient des sons musicaux en pinçant les cordes de leur arc. Cette pratique primitive a évolué au fil des siècles.
- Naissance du Kpaniglo : Au fil du temps, cette tradition a donné naissance au kpaniglo, une guitare à trois cordes. Cet instrument est devenu un élément essentiel de la musique baoulé, utilisé lors de nombreuses cérémonies et festivités.

## Caractéristiques
Le kpaniglo est une guitare à trois cordes. Sa caisse de résonance est taillée dans du bois de fromager et ses cordes sont en acier.
- Construction : Le kpaniglo est conçu avec une caisse de résonance en bois de fromager et des cordes en acier, généralement issues de câbles de frein de bicyclette. Cette construction lui confère une sonorité unique et puissante.
- Utilisation Culturelle : Cet instrument accompagne des chants traditionnels, notamment lors d'événements sociaux majeurs, consolidant ainsi son rôle dans la transmission des traditions culturelles baoulées.

En résumé, le kpaniglo représente l'évolution musicale des Baoulés, ayant émergé de l'utilisation des cordes d'arc pour devenir un instrument emblématique qui occupe une place essentielle dans leur culture musicale.